# Issa Ahmed Qassim
Le cheikh Issa Ahmed Qassim (en arabe : عيسى أحمد قاسم), né en 1937, est un théologien chiite de Bahreïn. Cheikh Issa Qassem est considéré comme le plus haut dignitaire religieux chiite à Bahreïn. Il est un membre de Assemblée mondiale d'Ahl Al-Bayt. 

## Biographie
Cheikh Isa Ahmed Qassim est né dans le village de Duraz à Bahreïn en 1937. Il a fait ses études primaires à Duraz, qu'il a quittée pour les études secondaires. Devenu instituteur, il a entamé des études religieuses en 1960, dans les séminaires chiites de Nadjaf en Irak, et de Qom en Iran. Il a également étudié à l'université de Najaf, où il a été l'un des étudiants de Mohammed Bakr al-Sadr. En 1992, il a émigré à Qom où il était étudiant des ayatollahs Kazem al-Haeri et Mohammad Fazel Lankarani. En 2001, il est revenu à Bahreïn. Il y est devenu  la plus haute autorité religieuse chiite de ce pays et y dirige le Conseil islamique des oulémas,,.

## Influence politique
Il est considéré comme un chef spirituel du Wefaq, bien que ne participant à la direction de cette organisation, et il contribue à la popularité de ce mouvement dans la population chiite de Bahrein (65 % de la population de cet État). Il est présenté comme un pragmatique qui ne souhaite pas accentuer les tensions.
Le 20 juin 2016, le gouvernement bahreïni l'a déchu de sa nationalité. Cette décision a entraîné des protestations dans son village. Après l'annonce de la déchéance de la nationalité du cheikh, des milliers de manifestants ont envahi les rues de Diraz, dans la banlieue ouest de Manama, en brandissant ses portraits et criant des slogans hostiles au roi Hamad ben Issa Al-Khalifa, selon des témoins. La police s'est déployée en nombre et a bouclé les accès au village. Le général Qassem Soleimani, haut responsable de l'armée d'élite d'Iran, a adressé un message aux autorités de Bahreïn, affirmant : « La déchéance de sa nationalité par le Bahreïn d'un chef religieux chiite de ce pays « va enflammer» la région ». Selon l'agence Tasnim, « La France a pris note avec préoccupation de la décision prise le 20 juin par les autorités du Bahreïn de retirer la nationalité de ce pays au cheikh Issa Qassem ». et a appelé les responsables de la région à tout faire pour éviter l’exacerbation des tensions. Depuis, les entrées du village restent bloquées.
Le 23 mai 2017 des affrontements entre la dynastie sunnite des Khalifa et la majorité chiite se traduisent par la mort de cinq protestataires et 280 arrestations